# Geuda Springs
Geuda Springs es una ciudad ubicada en el de condado de Sumner en el estado estadounidense de Kansas. En el año 2010 tenía una población de 185 habitantes y una densidad poblacional de 154,17 personas por km².

## Geografía
Geuda Springs se encuentra ubicada en las coordenadas 37°6′44″N 97°9′3″O / 37.11222, -97.15083 (37.112264, -97.150870).

## Demografía
Según la Oficina del Censo en 2000 los ingresos medios por hogar en la localidad eran de $38,250 y los ingresos medios por familia eran $41,250. Los hombres tenían unos ingresos medios de $28,750 frente a los $17,639 para las mujeres. La renta per cápita para la localidad era de $12,787. Alrededor del 16.0% de la población estaban por debajo del umbral de pobreza.